# فاطمه کمالی احمدسرایی
فاطمه کمالی احمد سرایی مدیر مسئول نشریه جامعه نو است.
وی نامزد حضور در انتخابات میاندوره‌ای مجلس ششم شد اما شورای نگهبان وی را رد صلاحیت کرد. او همسر عمادالدین باقی است.
محمد قوچانی، روزنامه‌نگار اصلاحطلب، داماد وی است. 